# Nom en religion
Des noms en religion sont pris ou donnés dans les traditions religieuses liées au monothéisme abrahamique. Dans les écoles philosophiques orientales ou asiatiques à caractère religieux ou non, il en est parfois de même.  

## Christianisme

### Catholicisme
Dans la tradition chrétienne catholique, le nom en religion est le nom pris par un religieux ou une religieuse. Il s'agit en général du nom d'un saint ou d'une sainte, considéré comme un modèle à suivre. Exemple : sainte Cécile adopté comme nom en religion par les religieuses musiciennes (organistes notamment). 
Dans le Carmel, il s'agit aussi de choisir un Mystère ; par exemple, Thèrèse de Jésus (Thérèse d'Avila), Thérèse de l'Enfant-Jésus et de la Sainte-Face (Thérèse de Lisieux), Élisabeth de la Trinité (Élisabeth Catez), Jean de la Croix (Juan de Yepes Álvarez).

## Bouddhisme
Dans la plupart des écoles du bouddhisme, les moines ou nonnes nouvellement ordonnés reçoivent un "nom de dharma" ou "nom bouddhiste" donné par leur maître. Ce nom exprime une qualité ou une caractéristique personnelle. Il en est de même pour les bouddhistes laïcs, qui reçoivent un nom bouddhiste durant la cérémonie des Trois Refuges.